# 眉山俊光
眉山 俊光（まゆやま としみつ、1922年（大正11年）12月19日 - 2011年 (平成23年) 2月24日）は、日本の政治家。第4代流山市長（3期12年）。

## 来歴
千葉県出身。流山寺住職の家に生まれ、のち同寺の住職となる。東葛飾中学校（現千葉県立東葛飾高等学校）、1942年駒澤大学専仏卒業。中学校教諭（社会科担当）となり、南部中学校校長などを経て、1980年に流山市教育長就任。11年にわたり市の教育に尽力。
1991年から市長に就任。3期12年務めた。教え子には、サンプラザ中野などがいる。
2011年2月24日、脳幹梗塞のため逝去、享年88。

## 著書
- 『道程』崙書房出版　2004.4.17[6]
- 『流山市史　通史編I』流山市教育委員会 2001.3 (序：眉山俊光、川瀬宣行)[7]